# Soul Love
Pistes de The Rise and Fall of Ziggy Stardust and the Spiders from Mars
Five Years
(1) Moonage Daydream
(3)
Soul Love est une chanson écrite par l'auteur-compositeur-interprète anglais David Bowie pour l'album The Rise and Fall of Ziggy Stardust and the Spiders from Mars (1972).   

## Histoire

### Enregistrement
Soul Love est enregistrée le 12 novembre 1971 aux studios Trident de Londres. Bowie est accompagné de son groupe, les Spiders from Mars, constitué de Mick Ronson à la guitare et au piano, Trevor Bolder à la basse et Mick Woodmansey à la batterie, lors de cette séance qu'il coproduit avec Ken Scott. Le même jour sont enregistrées Lady Stardust, Moonage Daydream et une nouvelle version de The Supermen, une chanson précédemment parue sur l'album The Man Who Sold the World. 

### Postérité
Bowie a rarement interprété Soul Love sur scène, seulement pendant la partie américaine du Ziggy Stardust Tour, lors des deux premiers concerts du Serious Moonlight Tour de 1983, et surtout lors du Isolar II Tour de 1978 dont des enregistrements ont été publiés sur les albums live Stage (1978) et Welcome to the Blackout (Live London '78) (2018). La chanson, avec le reste de l'album, a été remastérisée en 2012 pour son 40e anniversaire et a été rééditée sur le coffret Five Years (1969–1973) en 2015.
Mick Ronson en a enregistré une version country en décembre 1975. Rebaptisée Stone Love (Soul Love), cette reprise est restée inédite jusqu'aux années 1990.

## Caractéristiques artistiques
Le morceau s'ouvre sur la batterie de Woody Woodmansey, sur un rythme qui tranche avec la lenteur inquiétante de la piste précédente, Five Years, rejoint par d'autres percussions puis par la guitare acoustique de Bowie et la ligne de basse de Bolder, sur cinq notes. Le morceau comprend un solo de saxophone de Bowie et un solo de guitare interprété par Mick Ronson. Nicholas Pegg identifie dans le riff une réminiscence de Stand by Me, chanson de Ben E. King sortie en 1961.
Le texte évoque les sentiments amoureux de plusieurs personnages, avant la destruction prochaine de la Terre annoncée dans la chanson d'ouverture de l'album, Five Years,. L'amour — d'une mère, d'adolescents, d'un prêtre, etc. — y est décrit comme illusoire, amoral et vain.

## Interprètes
- David Bowie : chant, saxophone, guitare acoustique
- Mick Ronson : guitare électrique
- Trevor Bolder : basse
- Mick Woodmansey : batterie[2]